# Biburg (Niederbayern)
Biburg (Niederbayern) este o comună din landul Bavaria, Germania. Se află la o altitudine de 368 m deasupra nivelului mării. Are o suprafață de 14,21 km², 14,21 km² și 14,2 km². Populația este de 1.287 locuitori, determinată în 30 septembrie 2019, prin actualizare statistică[*].